# Синдром Адамса — Олівера
Синдром А́дамса—О́лівера (англ. Adams–Oliver syndrome) — рідкісний спадковий синдром, який характеризується вродженими дефектами шкіри, кінцівок та черепа.

## Етимологія
Названий на честь американських педіатрів з Міннеапольського університету Форреста Адамса і Пітера Олівера, які описали його у 1945 році.

## Генетичні зміни і патологічні зрушення
На сьогодні відомо, що генетичні зрушення при цьому синдромі передаються як аутосомно-домінантним шляхом, так і рецесивним. Виявлено що мутації спостерігають в 6-ти генах: ARHGAP31, DOCK6, RBPJ, EOGT, NOTCH1 і DLL4. Аутосомно-домінантні мутації у ARHGAP31 та аутосомно-рецессивні мутації у DOCK6 спричинюють накопичення неактивної ГТФази та призводять до дефектів цитоскелету. Мутації в ЕОГТ зустрічаються з аутосомно-рецесивною передачею, вони призводять до змін у сигнальному шляху Notch, що маніфестується багатьма проблемами синтезу протеїнів. Мутації інших генів також порушують роботу цього сигнальному шляху, але передаються аутосомно-домінантною передачею. Було висунуто гіпотезу, що спектр дефектів, що спостерігаються, може бути пов'язаний з розладом васкулогенезу (утворення судин).

## Клінічні ознаки
Дві основні клінічні особливості цього синдрому:
- лат. Cutis aplasia congenita, тобто відсутня шкіра над будь-якою ділянкою тіла при народженні та кісткові дефекти. Шкірна аплазія відбувається на вершині черепа. Розмір ураження мінливий і може варіюватися від одиничних круглих дефектів волосся до повного виявлення черепного вмісту.
- різного ступеня дефекти відділів кінцівок, наприклад, укорочені пальці тільки рук, або ніг, або рук і ніг разом.

Хворі можуть мати незначний дефіцит росту. Часто спостерігається поява телеангіоектазій на шкіри (лат. cutis marmorata telangiectatica congenita). Іноді розвиваються інші вроджені аномалії, включаючи серцево-судинні деформації, розщеплення губи та / або піднебіння, аномалії ниркової системи та неврологічні розлади, що проявляються як судомні напади та затримка розвитку. Були описані дефекти кровоносних судин, включаючи гіпоплазію аорти (її недостатність), зміни середньої мозкової, легеневої артерій. Інші судинні аномалії, які рідше були у хворих, — це відсутність ворітної вени, портальний склероз, артеріовенозні анастомози, патологічні пупкові та розширені ниркові вени. Ці зміни судин сприяють появі крововиливів у мозок, легені, розвиток менінгіту.

## Діагностика
Клінічну діагностику проводять на основі оцінки критеріїв: основних і додаткових. Діагноз вважають підтвердженим, якщо наявні 2 з 3-х основних критеріїв:
- відсутність шкіри,
- дефекти кінцівок,
- позитивний сімейний анамнез.

Наявність лише однієї основної ознаки та однієї з додаткових:
- телеангіоектазії,
- вроджені серцеві вади,
- судинні аномалії, потребує проведення генетичного тестування, щоб перевірити присутність мутації в одному з потенційних мутантних генів, але воно дає результат приблизно у 50 % пацієнтів, тому остаточний діагноз не може бути встановлений у всіх випадках.

## Лікування
Переважно симптоматичне, хоча за наявності грубих дефектів кінцівок може знадобитися реконструктивне хірургічне втручання.